# 愛をこめて花束を
『愛をこめて花束を』（あいをこめてはなたばを）は、Superflyの4枚目のシングル。2008年2月27日に発売された。

## 概要
多保脱退後に発表された初のシングルで、カップリングには先行配信されていた楽曲「愛と感謝」が収録された。初回プレス盤のみデジパックケース仕様となっている。
オリコンチャートでは最高位13位であったものの、音楽配信のiTunes Store総合ダウンロードチャートでは、発売翌週から3週に渡り1位を記録した。また、日本レコード協会認定にて2012年4月度に着うたフル75万DLとなり、先に認定のあったPC配信（スマホ含む）25万DLと合わせて、フル配信でのミリオンを達成した。
フジテレビ系列『僕らの音楽』（2008年5月30日放送回）では「Superflyの代表曲」と紹介された。
2019年には、YouTubeにてアップロードされたミュージック・ビデオが1億回再生を突破した。2022年にはBillboard JAPANにおけるストリーミング累計においては2億回再生を突破した。
2025年5月30日22時にYouTubeチャンネル『THE FIRST TAKE』にて「愛をこめて花束を」がプレミア公開された。

## 収録曲
1. 愛をこめて花束を (4:55)
  - 作詞：越智志帆・多保孝一・いしわたり淳治、作曲：多保孝一、編曲：蔦谷好位置

TBS系ドラマ『エジソンの母』主題歌[4]
中京テレビ『PS』2008年2月度エンディングテーマ　
原曲は多保が16歳の時に作詞作曲したもの(当時のタイトルは"daydream")で、上京後に再び多保が手を加え、ほぼ現在の歌詞・メロディに固まる。本作で発表されるまで長い時間をかけて温められてきた。デビュー前から長らくライブの最後には必ずこの曲を演奏していた。CD化にあたり越智自身が「自らの言葉で歌いたい」という意思から歌詞を一部書き直している。だが、越智はこの曲の追加作詞制作を満足する程上手くできなかったとしており、発売後の大ヒットを「思いの外のもの」と話している（2013年10月2日放送のフジテレビ系列『めざましテレビ』での本人談）。越智は女性から花束を渡す時の気持ちを実感するために、自ら恋人へ小さなブーケを贈り、歌詞の制作やレコーディングに臨んだという。
携帯音楽コンテンツ配信サイト「レコード会社直営♪サウンド」（2009年より「レコチョク」[5]）では、発売に先駆けて着うたによる先行配信がされており、着うたダウンロード購入者を対象に期間限定で楽曲をイメージしたオリジナルデコメールイラスト画像がダウンロードできるキャンペーンが実施された。
ライブで披露する際、多くの場合越智はアコースティック・ギターを演奏する。
また、Jリーグに属する愛媛FC[注 1]のサポーターの間では「勝利の歌」として認知されており、試合に勝利した際にこの曲を歌唱している（歌詞は一部変更）。
2. 愛と感謝 (4:26)
  - 作詞：越智志帆・多保孝一作曲：多保孝一編曲：多保孝一・松岡モトキ

JFL系列『Power Of Music』2007年度キャンペーンソング[6]
2007年10月3日に先行配信された楽曲で、本作で初のCD音源化となる。
山陽放送『RSKイブニング5時』エンディングテーマ曲（2014年10月〜）
3. Rhiannon (5:00)
  - 作詞・作曲：Stevie Nicks

1970年代に人気を博したアメリカのバンド、フリートウッド・マックのカバー曲。オリジナル曲はアルバム『ファンタスティック・マック』（原題：『Fleetwood Mac』）に収録。オリジナルよりもテンポが上げられている。

## 収録アルバム
愛をこめて花束を
- 『Superfly』（#4）
- 『花鳥風月集』（#4）
- 『Superfly BEST』（#4・Disc 1）
- 『Superfly 10th Anniversary Greatest Hits “LOVE, PEACE & FIRE”』（#1・Disc 1）

愛と感謝
- 『Superfly』（#10）
- 『黒い雫 & Coupling Songs: 'Side B'』（#3・Disc 2）
- 『Superfly 10th Anniversary Greatest Hits “LOVE, PEACE & FIRE”』（#5・Disc 1）

Rhiannon
- 『Wildflower & Cover Songs:Complete Best 'TRACK 3'』（#5・Disc 2）